# Chrysoexorista viridis
Chrysoexorista viridis là một loài ruồi trong họ Tachinidae.